# Civilization
Civilization (pogosto okrajšano kot Civ oz. Civa) je strateška videoigra avtorja Sida Meierja iz leta 1991. Igro je izdalo podjetje Microprose, z njo pa sta tako podjetje kot avtor zaslovela in kasneje naredila še več nadaljevanj. Sprva je izšla različica za operacijski sistem MS-DOS, kasneje pa je bila predelana še za mnoge druge platforme.

## Način in cilj igranja
Civa je potezna strategija zvrsti 4X, ki jo lahko igra en sam ali pa več igralcev hkrati.
Cilj igre je ustvariti in voditi civilizacijo od prazgodovine do današnjega časa. To vsebuje razvijanje najrazličnejših tehnologij, gradnjo in razvijanje mest ter obrambo in bitke z drugimi civilizacijami.
Igro je leta 1996 revija Computer Gaming World izbrala za najboljšo igro na svetu.

## Nadaljevanja
Na podlagi uspeha je nastala vrsta nadaljevanj, ki tvorijo istoimensko serijo. Prvo nadaljevanje, Civilization II, je izšlo leta 1996, najnovejše, Civilization VI, pa leta 2016.